# Chemin de fer de Guise à Hirson
Le chemin de fer de Guise à Hirson, officiellement appelé ligne de Flavigny-le-Grand à Ohis - Neuve-Maison, a relié ces deux villes du département de l'Aisne. Il est concédé à la Compagnie des chemins de fer du Nord. Il fonctionna entre 1910 et 1978.
La ligne est construite à l'écartement métrique. Totalement détruite pendant la Première Guerre mondiale, elle est reconstruite après la guerre en écartement standard (projet de loi du Sénat de mars 1927) pour éviter les ruptures de charge, et servira jusqu'en 1978.

## Histoire
Dès 1846, un projet de cette ligne avait été élaboré comme prolongement de la ligne de Valenciennes à Mézières .

Une ligne de Guise à Wimy à écartement standard est concédée à titre éventuel par l'État à Compagnie des chemins de fer du Nord, selon les termes d'une convention signée entre le ministre des Travaux publics et la compagnie le 5 juin 1883. Cette convention est approuvée par une loi le 20 novembre suivant.

Documents concernant l'ouverture de la ligne, en 1910
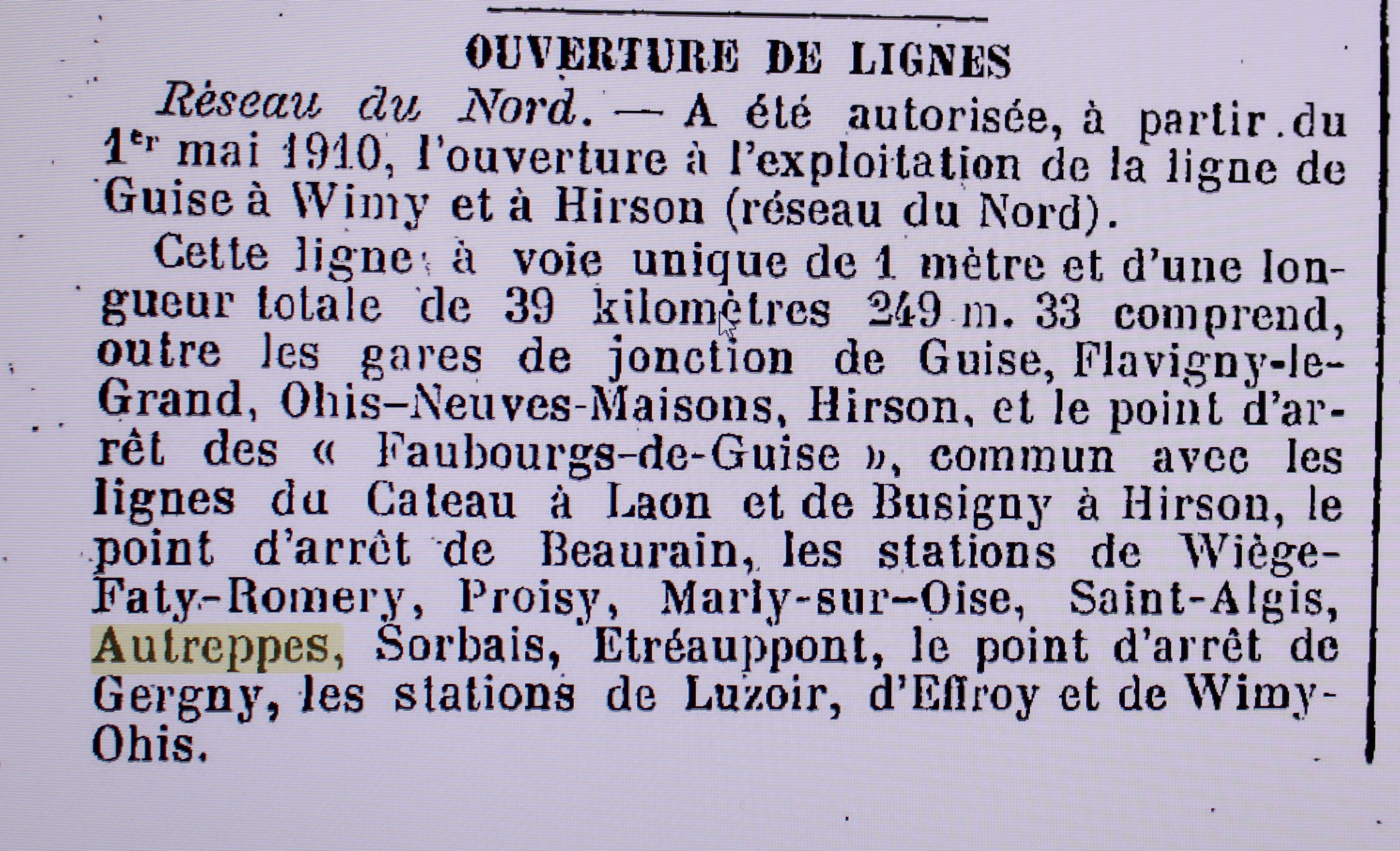
Autorisation et description.
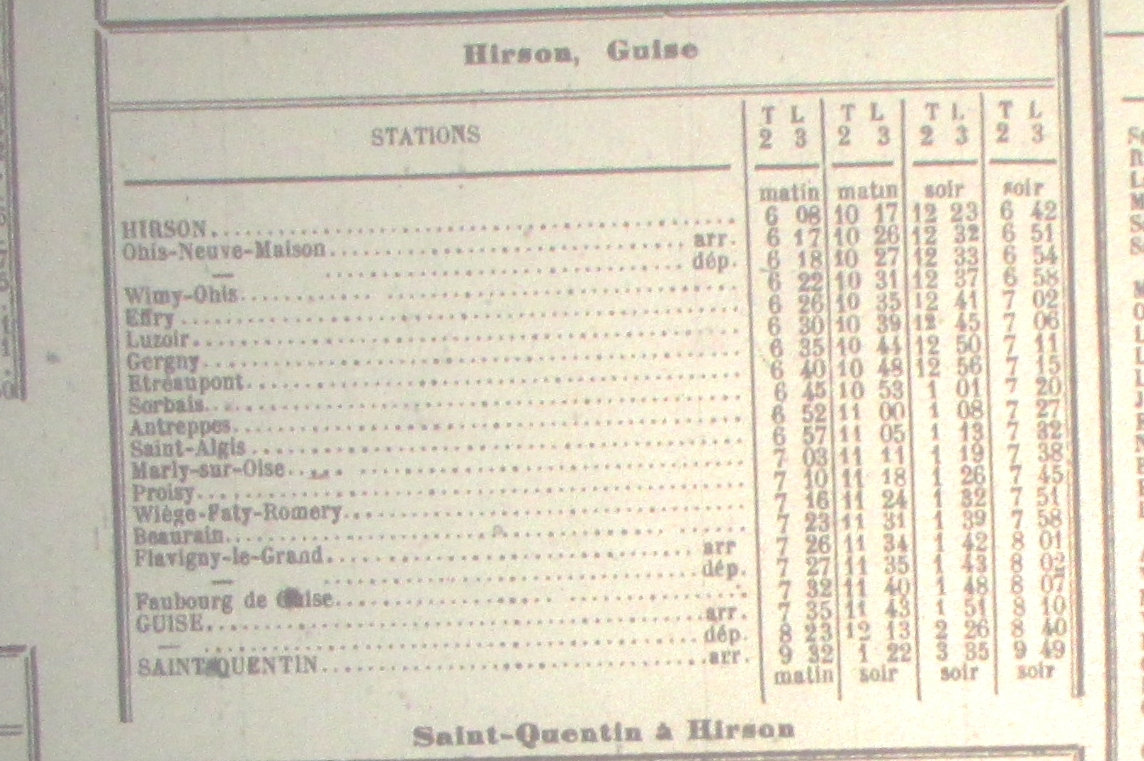
Horaires.

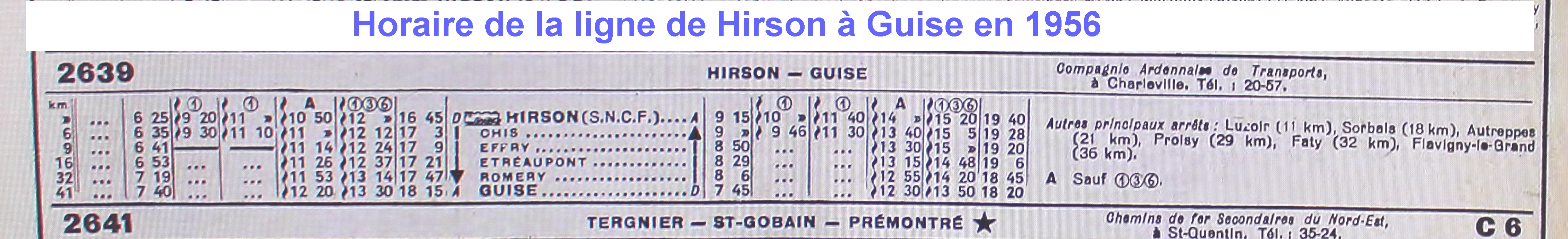
Horaire de la ligne de Hirson à Guise en 1956.

En remplacement de la ligne précédente jamais déclarée d'utilité publique, une ligne de Guise à Wimy et à Hirson à écartement métrique est concédée à titre définitif par l'État à Compagnie des chemins de fer du Nord, selon les termes d'une convention signée entre le ministre des Travaux publics et la compagnie le 4 juillet 1899. Cette convention est approuvée par une loi le 12 avril suivant, qui déclare la ligne d'utilité publique à titre d'intérêt général.
La ligne, détruite au cours de la Première Guerre mondiale, est reconstruite en 1918, à l'écartement standard de 1 435 mm .
La ligne, affermée par la SNCF, à la Compagnie des chemins de fer secondaires du Nord-Est, est fermée au service voyageurs le 31 décembre 1951.
La section terminale Ohis-Neuve-Maison était intégrée jusqu'au 15 juillet 1968 à la ligne de Busigny à Hirson, jusqu'alors exploitée sous le régime de la signalisation simplifiée et neutralisée à cette date.

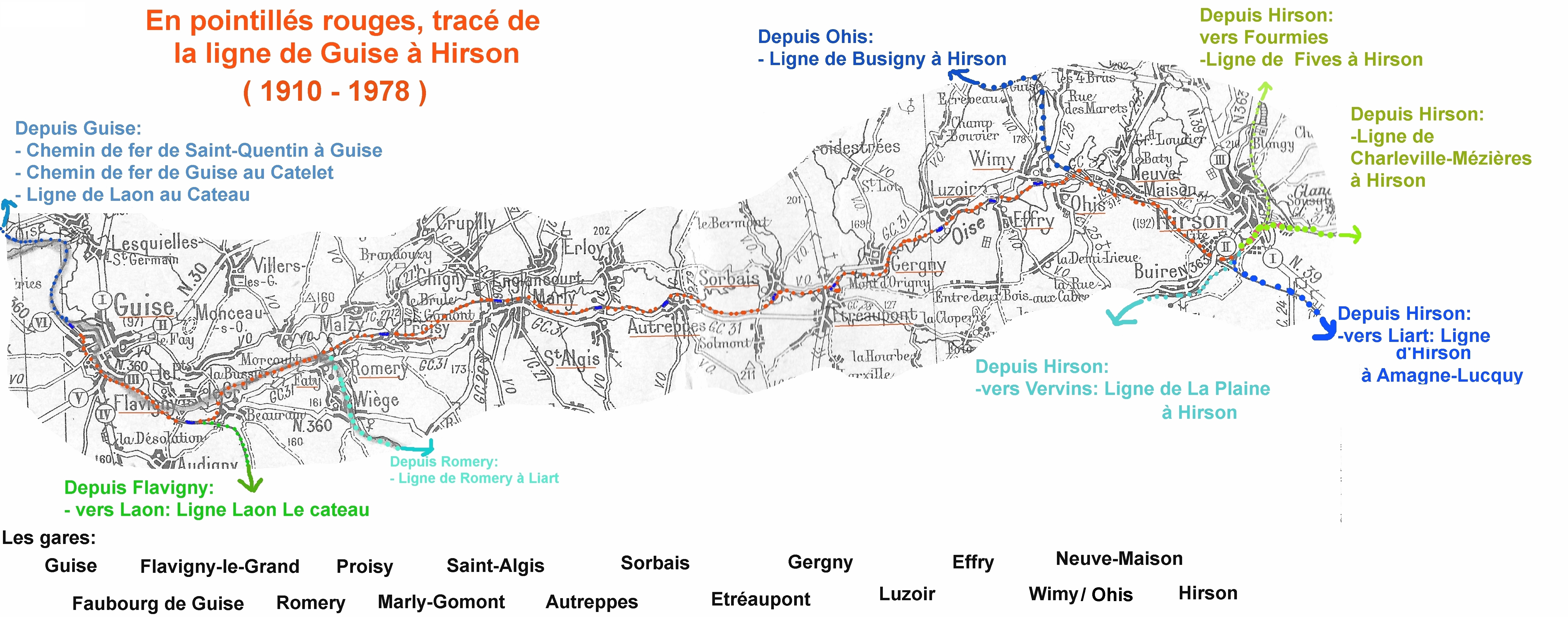
Carte de la ligne.

## Infrastructure
Guise – Étréaupont – Hirson : (39 km), ouverture 1910, fermeture 1978.

## Exploitation
La Compagnie du Nord délègue l'exploitation de la ligne : 
- de 1938 à 1962, à la Compagnie des chemins de fer secondaires du Nord-Est ;
- de 1962 à 1968, à la Société générale de chemins de fer et de transports automobiles (CFTA) ;
- de 1968 à 1978, à la SNCF[9].

De 1968 à la reprise de l'exploitation par la SNCF, l'ensemble de la ligne était exploité suivant le réglement général de l'exploitation de la Compagnie des chemins de fer secondaires, avec suppression du cantonnement.
En 1969, la ligne était exploitée en semaine par un aller-retour fret quotidien, tracté par une locomotive BB 63000 du dépôt d'Aulnoye, suivant l'horaire suivant :
- Départ d'Hirson à 8h33, arrivée à Guise à 11h01 ;
- Départ de Guise à 12h30, arrivée à Hirson à 14h58[8].

Pour les marchandises, le trafic de la ligne était alors essentiellement assuré à Guise par les établissements Godin et à Effry par les établissements Briffault.

### Liste des gares
| Gares et stations | PK    | Les gares à l'origine |  | État actuel |
| ----------------- | ----- | --------------------- |  | ----------- |
| Hirson            | 0 km  |                       |  |             |
| Ohis-Neuve-Maison | 6 km  |                       |  |             |
| Wimy-Ohis         |       |                       |  |             |
| Effry             | 9 km  |                       |  |             |
| Luzoir            | 11 km |                       |  |             |
| Gergny            |       |                       |  |             |
| Étréaupont        | 16 km |                       |  |             |
| Sorbais           | 18 km |                       |  |             |
| Autreppes         | 21 km |                       |  |             |
| Saint-Algis       |       |                       |  |             |
| Marly-sur-Oise    |       |                       |  |             |
| Proisy            | 29 km |                       |  |             |
| Wiège-Faty-Romery | 32 km |                       |  |             |
| Flavigny-le-Grand | 36 km |                       |  |             |
| Faubourg-de-Guise |       |                       |  |             |
| Guise             | 41 km |                       |  |             |

### Matériel roulant
Locomotives à vapeur :

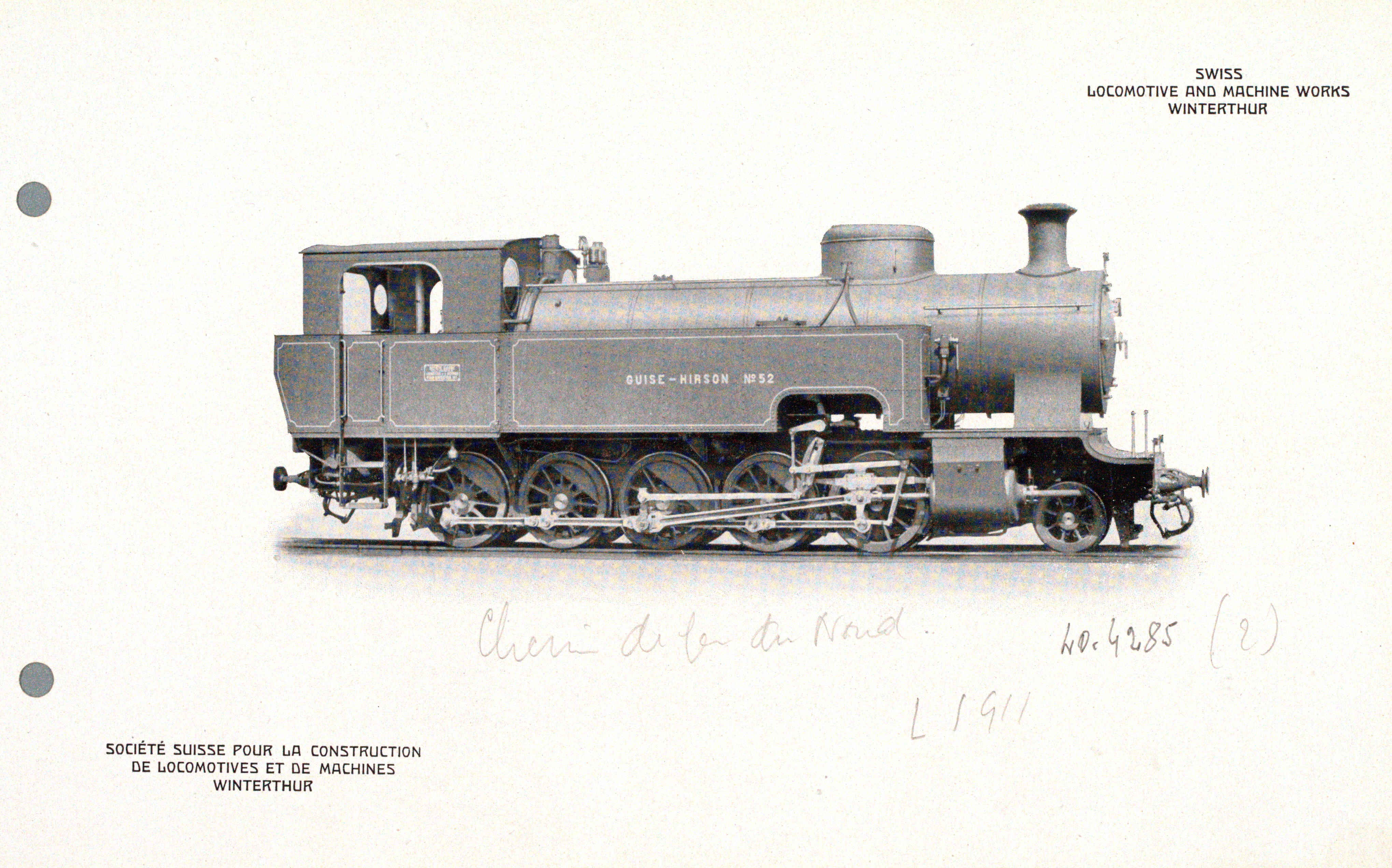
Locomotive type 150T construite par SLM à Winterthur.

- type 130 T, construites en 1906 aux ateliers Saint-Martin (Nord-Belge), nos 1 à 6, poids à vide 24 tonnes ;
- type 150 T, livrées en 1911 par SLM Winterthur, 2 unités, nos 51 à 52, poids à vide 41,5 t.

En 1919, le matériel roulant à voie métrique est transféré sur le chemin de fer d'Aire-sur-la-Lys à Berck-Plage.

## Vestiges et matériels préservés
La majeure partie de l'emprise de la ligne, rachetée par le conseil départemental de l'Aisne, a été transformée en voie verte dénommée l'axe vert de la Thiérache. Celui-ci permet de découvrir les anciennes gares (à l'exception de celle de Sorbais) ,.